# شبكة التوعية الصحية
تُعد شبكة التوعية الصحية  (اختصارًا HAN) برنامجًا تديره مراكز مكافحة الأمراض واتقائها وهي وكالة تابعة لوزارة الصحة والخدمات البشرية في الولايات المتحدة الأمريكية. ويهدف مشروع شبكة التوعية الصحية إلى "ضمان قدرة كل مجتمع على الوصول السريع وفي الوقت المناسب إلى المعلومات الصحية الناشئة، وإلى كادر من الموظفين المحترفين والمدرَبين تدريبًا عاليًا، بالإضافة إلى الممارسات القائمة على الأدلة والإجراءات الفعالة لضمان الصحة العامة والتأهب والاستجابة لتقديم الخدمة على مدار 24 ساعة طوال أيام الأسبوع."
وتُعد شبكة التوعية الصحية حاليًا برنامجًا وطنيًا قويًا لتوفير المعلومات الصحية الحيوية والبنية التحتية لدعم نشر تلك المعلومات على المستويين الدولي والمحلي وما هو أبعد من ذلك. وتشمل الغالبية العظمى من برامج شبكة التوعية الصحية على مستوى الدولة ما يزيد على 90% من السكان حيث يقع هؤلاء تحت مظلة شبكة التوعية الصحية. ويعمل نظام الرسائل الخاص بشبكة التوعية الصحية حاليًا على نقل التنبيهات الصحية والإنذارات بطريقة مباشرة أو غير مباشرة، بالإضافة إلى التحديثات التي تُرسل إلى أكثر من مليون مستقبِل. ويجرى إدخال النظام الحالي ضمن المكونات العامة لشبكة معلومات الصحة العامة (PHIN).